# Ronflonflon
Ronflonflon (avec Jacques Plafond) was een Nederlands radioprogramma van de VPRO, dat werd uitgezonden tussen 10 oktober 1984 en 30 januari 1991. Aanvankelijk was het iedere woensdagmiddag te beluisteren op Hilversum 3 tussen 15:00 en 16:00 uur. Vanaf 4 december 1985 werd het tijdstip tussen 17:00 en 18:00 uur op vanaf dan Radio 3, wat gunstiger was voor de luisterdichtheid. De uitzendingen waren vanaf 1989 ook te horen op Radio 5. In totaal zijn er 328 gewone afleveringen gemaakt en uitgezonden. In 1986 verscheen ook een negendelige van het radioprogramma afgeleide televisieserie Plafond over de vloer.

## Presentatie
Presentator Jacques Plafond, een personage van Wim T. Schippers, praatte steevast door alle platen heen, schroomde er niet voor een plaat aan of af te kondigen met de opmerking dat hij het een "kutplaat" vond en liet zijn gasten aan de telefoon het liefst niet uitpraten. Het programma Ronflonflon was in het algemeen een gezellige chaos, en ook tijdens live-opnames die soms in het land werden opgenomen, vlogen de singles door de zaal.
Hij bedankte zijn luisteraars nooit voor het luisteren aan het eind van de uitzending, maar vond dat de luisteraars hem maar moesten bedanken voor het maken van weer een Ronflonflon uitzending. Ook was hij niet erg vleiend over zijn collega dj's. Zo noemde hij Lex Harding 'Lex Haring' en in aflevering 60 vond hij dat hij niet zo een dikke kop had als Frits Spits.

## Zelfbedachte zaken
Jacques hanteerde bij het dateren van de uitzending sinds 1 mei 1985 de zogenaamde apriltelling. Hierbij werd na 30 april verdergegaan als 31 april, 32 april, 33 april tot oneindig door. Hierbij kon een datum ook negatief zijn zoals bijvoorbeeld -4 december. Het jaar werd wel gewoon aangegeven zodat 1 januari 1986 werd aangegeven als 276 april 1985 en 1 januari 1990 als 1737 april 1985. Daarnaast was er ook nog sprake van de oktobertelling en de februaritelling. Een Ronflonflon-uitzending werd door Jacques Plafond bijvoorbeeld aangekondigd als "941 oktober 1984, 746 april 1985, 431 februari 1986, oftewel 6 mei 1987.", hetgeen dan overigens weer vol telfouten zat.
Ook voerde Jacques Plafond op 1 januari 1986 de maand onzalicum in. Onzalicum was de dertiende maand van het jaar; 1 januari 1986 was voor Plafond dus 1 onzalicum 1985. De maand onzalicum telde 29 dagen en dus was het pas op 30 januari 1986 bij Ronflonflon 1 januari 1986. Ook telde de week acht dagen, maandag, dinsdag, marsdag, woensdag, donderdag, vrijdag, zaterdag en zondag. In 1987 stopte Plafond met de onzalicum-telling, maar de oktober-, februari- en apriltelling gingen gewoon door.
Er komen twee fictieve Nederlandse plaatsnamen in het radioprogramma en ook in de televisieserie voor, namelijk Dalden en Rochelten. Een weg in Dalden heet de Atoombomweg. Aflevering 95 (30 juli 1986) start met de Belgische plaatsnamen Glons (Glaaien in het Nederlands) en het nabij gelegen Zwartberg in Belgisch Limburg. Beide plaatsen bestaan, maar Glaaien is in 1963, bij de vaststelling van de Belgische taalgrens overgeheveld van de provincie Limburg naar de provincie Luik.
Ook had hij een plan voor de republiek "Belnedië", waarbij Nederland zou worden opgeheven en samengevoegd met het Nederlands sprekende deel van België tot Belnedië. Het Frans sprekende deel van België zou dan aan Frankrijk worden toegevoegd. Hiervoor werd een heel lied gemaakt, met een korte en een lange versie, waarin uitvoerig werd uitgelegd wat de voordelen waren (o.a. dat de taalstrijd zomaar zou zijn opgelost en dat we in één klap van twee koningshuizen bevrijd zouden zijn). Dit plan was niet nieuw en werd al in 1982 geopperd door Henk J.Pal als aspirant koning in De lachende scheerkwast.
Plaatsnamen werden altijd - bij xxx gesitueerd, de meest voorkomende was Hilversum - bij Bussum. Saillant detail is dat Wim T. Schippers in Bussum is opgegroeid. Andere voorbeelden waren Arnhem - bij Velp, Groningen - bij Haren, Rotterdam - bij Schiedam, Tilburg bij Goirle en Vlaardingen bij Maassluis.
Verder verzon Schippers allerlei nieuwe woorden zoals "joe" om het probleem te omzeilen of mensen met jij of u moesten worden aangesproken. Andere voorbeelden waren "brimstig" (onduidelijk, onbestemd, treurig) en "gekte" (afgeleid van gek).

## Productie
Heel veel van het materiaal dat werd gebruikt, werd zelf gemaakt, of was eerder door Schippers gemaakt. Schippers schreef samen met Jan Vos (Clous van Mechelen) heel veel liedjes die in het programma werden gebruikt, en die door de gebruikte typetjes werden gezongen. Ook de jingles waren zelf gemaakt. Veel samenwerkingen bestonden al wel, want ook voor Sesamstraat werden liedjes zo gemaakt, en Paul Haenen is meermalen te gast geweest, meestal als Dominee Gremdaat of Margreet Dolman. Schippers kende Haenen omdat ze samen Bert en Ernie bij Sesamstraat deden.
In een interview vertelde Schippers later dat het maken van Ronflonflon hem twee dagen per week kostte.
In een extra uitzending live vanuit Paradiso (Amsterdam) ter gelegenheid van de radiolanddag op 24 september 1989 gaf Jacques uitleg over hoe achter de schermen een Ronflonflon uitzending tot stand kwam.

## De naam Ronflonflon
In de uitzending van 16 oktober 1985 praat Jacques Plafond met Frankrijk-kenner Jan Brusse. De eerste vraag die hij stelt betreft de betekenis van Ronflonflon, waarop Jan Brusse antwoordt "Ronflonflon is lawaaierige overpopulaire muziek zoals die uit een draaiorgel komt".

## Waardering
Niet iedereen was gecharmeerd van het radioprogramma, zoals wel vaker bij werk van Wim. T. Schippers. Al in het begin in het najaar van 1984 hadden Marc van Amstel en Renny Pereira van de Radionieuwsdienst ANP geweigerd de files nog langer live voor te lezen, waarna de uitzending voor het geven van verkeersinformatie werd doorbroken. Dit tot grote woede van Jacques.
Na de invoering van de landelijke zenderkleuring van de publieke radiozenders en de naamsverandering van de publieke popzender naar Radio 3 per 1 december 1985, werden de files voorgelezen door mensen van de verkeerspolitie te Driebergen. Na die tijd heeft Jelles Bode, een medewerker van de verkeerspolitie en ook filelezer, ooit een tijd geweigerd om nog in het programma te komen, omdat Jacques Plafond het filenieuws aankondigde met een minuten durende jingle, geïntroduceerd in aflevering 50, en vervolgens Jelles Bode telkens in de rede viel. Op een gegeven ogenblik riep Jelles Bode: "Het spijt mij zeer meneer Plafond, maar op deze manier wens ik niet met u samen te werken."
Jacques ging op hoge toon te keer en riep dat hij zelf wel uitmaakte wie in zijn eigen programma aan het woord kwam en dat Jelles Bode nu vlug de files moest voorlezen waarop Jelles Bode antwoordde: "Meneer Plafond, dat had u eerder moeten bedenken" en vervolgens verdween Jelles Bode van de zender en werden de files niet meer voorgelezen.
Daarna riep Jacques dat met het voorlezen van de files het zout in de wonden werd gestrooid en het voor de mensen die in de file stonden het toch niet interessant was te weten welke files er waren omdat ze er toch al in stonden en het dus mosterd na de maaltijd was.
In een eerdere uitzending had Jelles Bode al eens een file voorgelezen waarbij Jacques vroeg aan Jelles: "Nog eens" waarop Jelles riep: "Nee daar kan ik niet aan beginnen".
In het radio-archief van de website van de VPRO is nog een aantal fragmenten te beluisteren, met ook twee NOS nieuwslezers, namelijk Donald de Marcas en Marc van Amstel.
Memorabel is ook het weken van tevoren aangekondigde 'Grote Gerard Reve Interview'. Op de dag van het interview zelf had hij Reve aan de telefoon en zijn eerste (en zo bleek: enige) vraag aan de volksschrijver was: "Gelooft joe nu werkelijk in God?", waarop Reve de hoorn op de haak smeet.

## Medewerkers
Verschillende personages werkten mee aan het radioprogramma en/of de televisieserie en werden gespeeld door soms dezelfde acteurs. Zo werden door Janine van Elzakker gespeeld Wilhelmina Kuttje junior (nadrukkelijk gespeld met twee keer een "t"; "twee thee" zoals Teun Balk de Ronflonflonober altijd riep), de Weduwe van Beurden, Elsje de Wit, Jacqueline van Benthem, Anneke Rol en hoofdinspectrice van der Wel. Door Rogier Proper werden gespeeld Jaap Knasterhuis en Inspecteur Falckenbosch (uit Vlaardingen).
Verder werkten nog regelmatig mee Hilde van Hamme uit Reet, Rob van Houten als Boy Bensdorp, Cees Schouwenaar als Henk J. Pal, Clous van Mechelen als de pianostemmer Jan Vos (die samen met Etna Vesuvia enkele jaren het theaterprogramma Tataboeloe speelde met teksten van Wim T. Schippers), de Ronflonflonober Teun Balk en de weggeautomatiseerde ambtenaar en Truus Dekker als Loes de Wilde. Ook de typetjes van Paul Haenen (Margreet Dolman, Ernie en Dominee Gremdaat) kwamen geregeld langs.
Jan Vermaas speelde de producer A.J. Broekema met zijn assistenten Flip Romanov en Anneke Rol en later Ineke Vrucht, die na haar scheiding weer door het leven ging als Ineke Stapel.
De reden dat zoveel typetjes door maar een paar personen werden gespeeld, kwam omdat het programma maar budget had voor een presentator en het draaien van een paar platen. Door de jaren heen werden zo'n 35 typetjes neergezet, maar deze moeten worden gespeeld door de mensen die al in en rond het programma aanwezig waren. Rogier Proper ging daardoor Jaap Knasterhuis spelen, en omdat hij daarvoor bij het programma Scoop had gewerkt, leek het Schippers wel leuk dat hij iets met film ging doen. Veel mensen waar Schippers door de jaren mee werkte op televisie of in het theater, kregen zo ook een (bij)rol in Ronflonflon.

## Gedichtenrubriek
Een vaste rubriek was Wilhelmina Kuttje draagt voor waarin Wilhelmina Kuttje junior gedichten van haar grootmoeder Wilhelmina Kuttje senior opdroeg. De voordracht begon met de jingle die als volgt klonk: "Wilhelmina Kuttje", waarna de declamatie begon. Later kwam er een nieuwe jingle met de volgende tekst: "Wilhelmina Kuttje draagt voor (ja ik draag voor) uit het rijkgeschakeerde werk (uit het rijkgeschakeerde werk), van onze Nederlandse dichters en dichteressen" waarna de declamatie begon.

## Filmrubriek
In het programma was veelal een filmrubriek, die echter zelden over film ging. Dit kwam vooral door het format van het programma, waarin niets was wat het leek te zijn. De eerste filmrubriek (Près du vent) werd verzorgd door de verknipte Jaap Knasterhuis, maar het had meestal slechts zijdelings met film te maken. Vaak wilde Knasterhuis bellen met iemand die vlak daarvoor bij Jacques Plafond aan de telefoon in de uitzending was geweest. In latere uitzendingen werd een nieuwe filmrubriek gelanceerd, met de naam Piscine, verzorgd door Inspecteur Falckenbosch uit Vlaardingen, die daarvoor al de rubriek We geven het woord aan verzorgde. Ook Piscine ging zelden over een filmtip.

## Andere rubrieken
Enkele andere rubrieken waren onder meer:
- Achterstallige post
- Belnedië
- Van het boekenfront
- Bredduvang (de filmrubriek van Jaap Knasterhuis)
- RATATA met Broekema
- De coverquiz (een idee van Ineke Vrucht)
- De onvergetelijke Gerrit Dekzeil
- De eierstokkencassette (naam van de rubriek is ontstaan als tegenhanger van de "Kloteplaat")
- De Godvergeten
- Theo van Gogh voor en na
- De platenkeuze van Jaap Knasterhuis (met jingle die nog 2 minuten doorliep in de betreffende plaat)
- Kloteplaat van Emile[8]
- De krant van gisteren
- Nieuwe platen vliegen om mijn oren
- Oude koeden (uit de sloot vissen)
- Wilhelmina Kuttje draagt voor
- De platenkeuze van Paul van Ostaijen
- Selected uitspraken
- Sportfacetten (Sport wat is nu sport)
- Theaterpraat
- Wat aten zij?
- Wat nu weer (Waar komen ze nu weer mee aankakken?)
- We geven het woord aan
- Wie zullen we nu weer eens bellen?
- Zomer- dan wel Winterkwalen met dokter E. van der Does
- Zijdelings (vrouwenrubriek)

## Jingles
In Ronflonflon hadden bijna alle items een eigen jingle. Er werd altijd begonnen met de Ronflonflon-jingle en geëindigd met de Colofon-jingle. In de begintijd werd het programma altijd aangekondigd door de stem van Cor Galis waarbij het motto was dat Ronflonflon als enig radioprogramma 100% gesproken woord en 100% muziek uitzond.
Alle andere items hadden ook een eigen jingle. Zo waren er ook jingles om een nieuwe jingle aan of af te kondigen. Ook een aantal van deze jingles is nog op de VPRO-website te beluisteren.

## Liedjes
In Ronflonflon waren een groot aantal eigen liedjes te horen onder meer:
- Bekijk de wereld met een glimlach
- Eruit (Etna Vesuvia)
- De chef (A.J.Broekema)
- Feestlied 4 jaar Ronflonflon (1988)
- Fietslied (ode aan de fiets door Teun Balk)
- Het is niks en het wordt nooit wat (Jan Vos, Wilhelmina Kuttje en Jacques Plafond)
- Ik ben de weduwe Van Beurden (Weduwe Van Beurden
- Kom terug bij mij
- Knoele radoele (Jacqueline van Benthem)
- La La La La Lampje (Jacqueline van Benthem)
- Naadje van de kous (carnavalsnummer)
- Nee, tegen jouw zeg ik geen nee
- Neerlands fabrikaat
- Oppassend petje (Jacqueline van Benthem)
- Protestlied (Inspecteur Falckenbosch)
- Rimbim (waaronder hersenschimmenrimbim, razende rimbim en rijende rimbim)
- Samen in Bad (duet van Jaap Knasterhuis en Jacqueline van Benthem)
- Waar is het allemaal voor
- De Wallekopse Hei (Wilhelmina Kuttje)
- Wat een lul! (Elsje de Wit met haar band De Gleufjes)
- Wat zal ik doen
- Winterslaap (Jaap Knasterhuis en Etna Vesuvia)
- Zeemirmin van Iskia
- Zwakke poel, natte doeken

## Colofon
Het programma werd altijd afgesloten met de colofon, waarbij iedereen die aan het programma meewerkte werd gemeld. Soms werden de typetjes met hun echte naam gemeld. Ook de zangers of bands van de platen die dat uur werden gedraaid, of mensen die gebeld waren in Wie zullen we nu weer eens bellen werden daar in genoemd. Soms liep de afkondiging wel dwars door de afkondiging van Cor Galis heen, die ieder uur van de VPRO-radio omriep, maar omdat Cor Galis niet altijd live de afkondigingen deed, was deze chaos vaak met voorbedachten rade.

## Ronflonflon blikt/blikte terug
Gedurende de zes jaar en drie maanden dat de 328 uitzendingen duurde heeft Wim T. Schippers in de eerste jaren vrijwel geen enkele overgeslagen. Ook was er geen sprake van een zomerstop waar Jacques altijd erg trots op was. De laatste jaren kwam het zo nu en dan door tijdgebrek wel voor dat hij er niet was en Jaap Knasterhuis dan onder de titel "Ronflonflon blikt terug" de presentatie overnam met fragmenten uit eerdere uitzendingen. Soms was er uitzending op locatie en er waren specials over een bepaald onderwerp.
Tijdens uitzending 327 van 9 januari 1991 (of 1804 februari 1986, 2110 april 1985 of 2302 oktober 1984) viel het doek voor Jacques Plafond. In een door Schippers geschreven sketch keerden de andere personages uit Ronflonflon zich tegen presentator Jacques Plafond. Daarop verliet Jacques tijdens de uitzending geëmotioneerd de studio en de luisteraars werden in het ongewisse gehouden of hij nog terug zou komen.
In de weken erna kwam Jacques echter niet meer opdagen ondanks de schorsing van Broekema die de uitzendingen strakker wilde wat Jacques niet aanstond. Gedurende drie weken werden door Ineke Stapel (voorheen Vrucht) (Marylou Busch) onder de naam Ronflonflon blikt/blikte terug fragmenten uit eerdere uitzendingen uitgezonden waaronder de aanvaring van Jacques met Jelles Bode. Na deze uitzendingen zonder Jacques Plafond kwam op 30 januari 1991 na 331 afleveringen een einde aan Ronflonflon. Door een fout van Broekema is aflevering 299 echter niet mee geteld zodat de volgende afleveringen één achter liepen en de laatste aflevering 330 was in plaats van 331.
Uiteindelijk stopte Ronflonflon omdat Wim T. Schippers er voor had gekozen om meer tijd en energie te steken in zijn televisiewerk, op dat moment zijn serie We zijn weer thuis maar ook Rogier Proper besloot met het programma te stoppen. 
Op 6 februari 1991 werd Ronflonflon op Radio 3 vervangen door het nieuwe radioprogramma Koning Zzakk in Muzykland met onder meer Neel van der Elst terwijl Jan Vermaas hier als producer, en dus onder zijn eigen naam, opereerde.
In 1997 en 1998 is een aantal Ronflonflon uitzendingen nog een keer herhaald op Radio 1 en Radio 2 in de nacht van vrijdag op zaterdag tussen 1:00 en 2:00 uur.
In november 2009 zette de VPRO de 'eerste honderdzoveel' radio uitzendingen van Ronflonflon integraal op internet, maar ondertussen staan alle nog bewaarde radio uitzendingen online, inclusief het draaiboek van de uitzending.

## Trivia
- Van het programma Ronflonflon is ook een cd met liedjes uitgebracht onder de titel "Geen Touw".
- Bij de Bezige Bij verscheen in 1989 rondom het programma de zogenaamde "Ronflonflon Reeks". Deze reeks bestond uit vier boekjes:
  1. Gevoelige Plekjes (Hoe Wilhelmina Kuttje jr. haar voordrachten tracht te slijten op de radio)
  2. Wel En Ook (het grote Jaap Knasterhuis filmwoordenboek)
  3. Kuttje Compleet (Gedichten van Wilhelmina Kuttje sr 1901-1967)
  4. De Grote Hoop (Tips en wenken van Jan Vos uitgelegd aan Jacques Plafond)
- Eenmalig is er een uitzending (303) op een donderdag (26 juli 1990) geweest in verband met zendtijdruiling met de TROS. Hierdoor was er op 2 achtereenvolgende dagen uitzending (en de week er voor geen).
- In 2008 is een aantal dvd's van Wim T. Schippers televisiepraktijken sinds 1962 verschenen waaronder de televisieserie "Plafond over de vloer" en "Opzoek naar Yolanda". Op de eerste dvd is als bonusmateriaal een weerzien van Wim T. Schippers met Rogier Proper en Janine van Elzakker te zien van 18 minuten waarin ze terugblikken op de radio- en tv-programma's. Hierin verklaart Schippers hoe hij op de naam Plafond kwam (moest iets Frans zijn maar geen trottoir) en op Wilhelmina Kuttje (bleek ontstaan te zijn uit de laatste scène van "Het is weer zo laat", die zich op een begraafplaats afspeelde en hij een overleden Wilhelmina aantrof geboren in 1900 en gestorven in 1967. Het jaartal 1900 veranderde hij later in 1901 maar het jaartal 1967 heeft hij zo gelaten. Kuttje heeft hij zelf verzonnen, te midden van die andere bizarre namen op de grafzerken.